# Едем Налбандов
Едем Усеїнович Налба́ндов (крим. Edem Nalbandov, 25 грудня 1926, с. Капсихор АРК — 22 травня 1999, Сімферополь) — кримськотатарський композитор, хормейстер, член Національної спілки композиторів України (1992), член Спілки композиторів СРСР (1977), заслужений діяч культури Узбекистану (1976), заслужений діяч мистецтв України (1996), лауреат Державної премії АР Крим (1996). Брат Саніє (1918—2014) та Субіє Налбандових (1938—2021).

## Біографія
Народився 25 грудня 1926 р. в селі Капсихор (нині Морське) в кримськотатарській родині. Його предки були ковалями.
Родина мешкала у м. Карасубазар (нині Білогірськ, АР Крим), де Едем Налбандов закінчив музичну школу по класу скрипки.
1944 року сім′я Налбандових була депортована до Марійської АРСР. Майбутньому композитору довелося жити в бараці, тяжко працювати на лісоповалі, бути пожежником, сторожем, кіномеханіком.
1955 року разом з родиною переїв до Таджикистану.
У депортації закінчив Ленінабадське музичне училище, у 1962 — диригентсько-хоровий факультет Ташкентської консерваторії. Брав уроки композиції у Б. Зейдмана. У 1964 р. керував кримськотатарським ансамблем пісні і танцю Хайтарма. 1977 — директор Джизакського музичного училища. У 1980—1993 роках працював у Ташкентському інституті культури. 1986 року був нагороджений орденом «Знак Пошани». У 1990 році захистив дисертацію в Алма-Атинській консерваторії, отримав звання доцента. Керував, створеною за його ініціативою, секцією кримськотатарської музики при Спілці композиторів Узбекистану.
У 1993 році повернувся в Крим. За його ініціативою була відкрита кафедра музичного виховання в Кримському державному індустріально-педагогічному інституті. У ті ж роки викладав у Сімферопольському музичному училищі.
В 1998 Американський біографічний інститут (Нью-Йорк) назвав Едема Налбандова Людиною Року. У 2000 нагородив медаллю Честі за неоціненний внесок у скарбницю світового мистецтва.
Помер Едем Налбандов 22 травня 1999 року в м. Сімферополь.

## Творчість
Автор понад 500 музичних творів.
Основні твори: одноактний балет «Велике весілля», музична комедія «Дубарали той» («Бідове весілля») Ю. Болата, рапсодія, увертюра, концертино для флейти і фортепіано, адажіо і пісня без слів для віолончелі і фортепіано, варіації для труби й оркестру, пісні і романси. Особливе місце у творчості посідав хоровий жанр, зокрема, багатоголосся в кримськотатарському вокальному фольклорі, підготував до хорового виконання низку пісень: «Айненни», «Зияфет йыры», «Дагълар», «Яр буламадым», «Меджбур олдым» та ін.
Автор музичного посібника «Музикада басамачикълар» («Музичні кроки»). У 1977 у Ташкенті разом з композитором Ільясом Бахшишом видав збірник кримськотатарських народних пісень «Сабанынъ саарь» («На світанку»), перевидання якої в 1996 у Сімферополі містить тексти 348 пісень.
1988 року вийшла грамплатівка «Даглар седасы / Эхо гор», на якій записані твори композитора у виконанні Камерного оркестру узбецького телебачення і радіо.